# Pseudagapostemon citricornis
Pseudagapostemon citricornis är en biart som först beskrevs av Joseph Vachal 1904.  Pseudagapostemon citricornis ingår i släktet Pseudagapostemon och familjen vägbin. Inga underarter finns listade i Catalogue of Life.